# Wydział Lalkarski we Wrocławiu Akademii Sztuk Teatralnych im. Stanisława Wyspiańskiego w Krakowie
Wydział Lalkarski we Wrocławiu Akademii Sztuk Teatralnych im. Stanisława Wyspiańskiego w Krakowie – jeden z pięciu wydziałów Akademii Sztuk Teatralnych im. Stanisława Wyspiańskiego w Krakowie. Jego siedziba znajduje się przy ul. Braniborskiej 59 we Wrocławiu.

## Kierunki studiów
Źródło:
- aktorstwo
- reżyseria

## Władze
Kadencja 2024–2028:
- Dziekan: dr Anna Guzik
- Prodziekan: dr Mateusz Barta
- Prodziekan: mgr Agnieszka Błaszczak